# Válka druhé koalice
Válka druhé koalice (1798–1802) byla druhou válkou revoluční Francie proti evropským monarchiím, vedenými Velkou Británií, habsburskou monarchií a Ruskem. Cílem druhé koalice bylo zastavit rozpínání revoluční Francie a obnovit monarchii. Druhá koalice byla ve válce poražena.

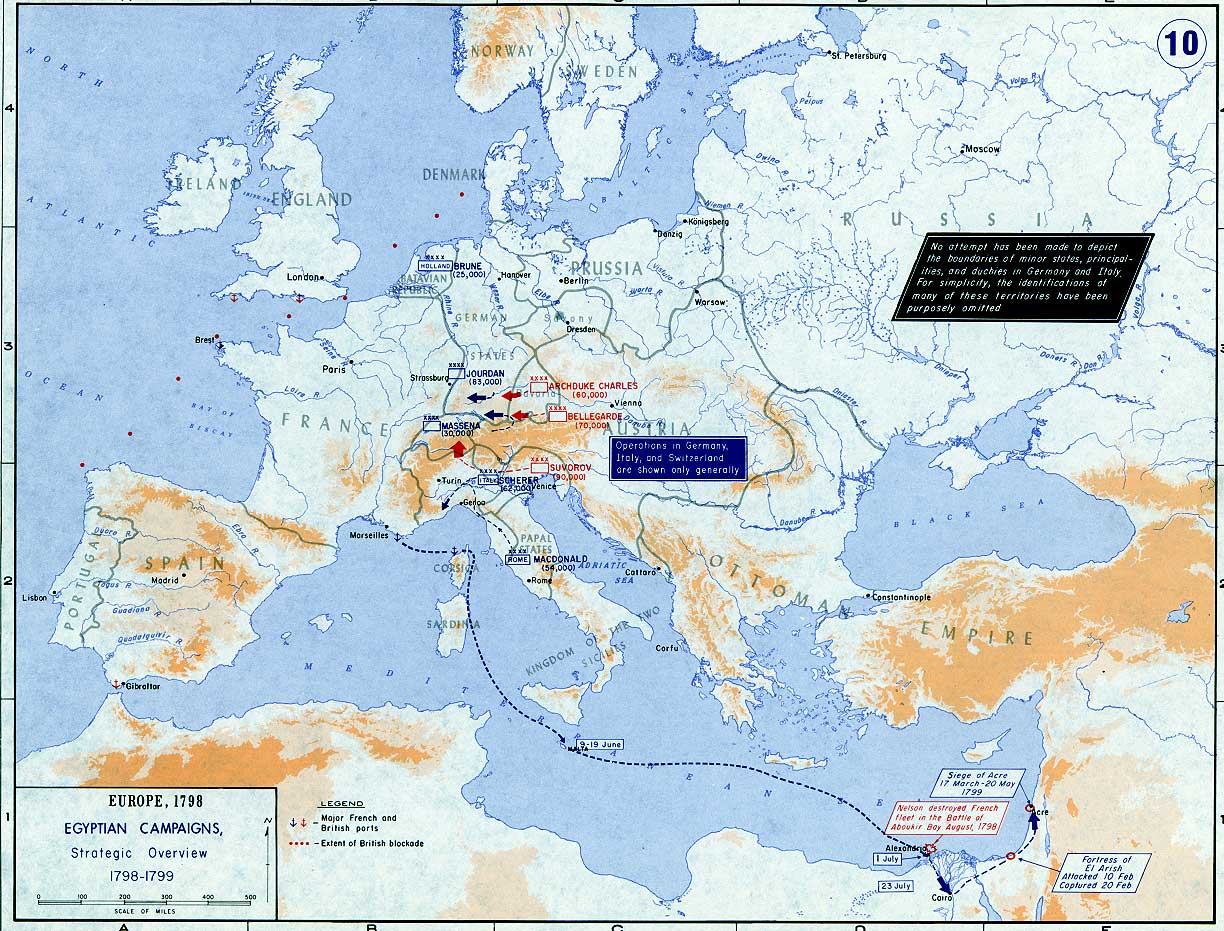
Přehled strategických operací v Evropě a středomoří v letech 1798–1799